# Новый Свет (Курская область)
Новый Свет — посёлок в Дмитриевском районе Курской области. Входит в состав Старогородского сельсовета.
Население — 0 человек (2010 год).

## География
Расположен по берегу р. Волоха, между посёлками Ясная Поляна и Волчьи Ямы.

## История
Посёлок вошёл в состав муниципального образования согласно Закону Курской области от 21 октября 2004 года № 48-ЗКО «О муниципальных образованиях Курской области».

## Население
| 2002 | 2010 |
| ---- | ---- |
| 6    | ↘0   |

## Инфраструктура
Личное подсобное хозяйство.

## Транспорт
Просёлочные дороги.